# Schollene
Schollene è un comune tedesco di 1 095 abitanti situato nel land della Sassonia-Anhalt.